# Dieuwke Fetter
Dieuwke Fetter (Amsterdam, 26 januari 1991) is een Nederlandse roeister, die actief is als stuurvrouw. Zowel in 2022 als in 2023 behaalde zij met de mannenacht zilver bij de Wereldkampioenschappen roeien. In 2024 won ze zilver met de mannenacht bij de Olympische Zomerspelen 2024 in Parijs. 

## Levensloop
Fetter groeide op in Dommelen. Toen zij ging studeren in Amsterdam meldde ze zich, naar eigen zeggen dronken, aan bij ASR Nereus, alwaar zij al snel stuurvrouw werd. De mannenacht die zij stuurde, wist in 2017 verrassend een wereldbekerwedstrijd te winnen.
Na dit verenigingssucces kwam Fetter bij de bondsselectie, aanvankelijk als stuurvrouw van de nationale vrouwenacht, en vanaf 2022 van de mannenacht. Als stuurvrouw van de vrouwenacht behaalde ze onder meer de bronzen medaille bij de Europese kampioenschappen van 2018 in Glasgow.
In 2022 behaalde Fetter met de Holland Acht bij de Wereldkampioenschappen in Račice verrassend de zilveren medaille, nadat de ploeg door een mishaal kort na de start kansloos had geleken.
In 2023 stuurde Fetter de mannenacht die brons behaalde op de EK in Bled. Op de Wereldkampioenschappen van 2023 in Belgrado stuurde Fetter wederom de mannenacht, die net als de editie ervoor als tweede eindigde achter de Britse acht. In 2024 tijdens de Olympische Zomerspelen 2024 in Parijs was Fetter de stuurvrouw van de mannenacht. Samen wonnen zij de zilveren medaille.

## Resultaten

### Olympische Zomerspelen
| Jaar | Plaats | Resultaten       |
| ---- | ------ | ---------------- |
| 2024 | Parijs | in de mannenacht |

### Wereldkampioenschappen
| Jaar | Plaats     | Resultaten           |
| ---- | ---------- | -------------------- |
| 2019 | Ottensheim | 9e in de vrouwenacht |
| 2022 | Račice     | in de mannenacht     |
| 2023 | Belgrado   | in de mannenacht     |

### Europese kampioenschappen
| Jaar | Plaats  | Resultaten        |
| ---- | ------- | ----------------- |
| 2018 | Glasgow | in de vrouwenacht |
| 2020 | Poznań  | in de vrouwenacht |
| 2021 | Varese  | in de vrouwenacht |
| 2022 | München | in de mannenacht  |
| 2023 | Bled    | in de mannenacht  |
| 2025 | Plovdiv | in de vrouwenacht |